# Капустин, Платон Иванович
Платон Иванович Капустин (20 мая [1 июня] 1815, Батурино, Пермская губерния — 8 [20] декабря 1890, Москва) — священник русской православной церкви, протоиерей, профессор Московской духовной академии, гласный Московской городской думы (1881—1884).

## Биография
Платон Капустин родился 20 мая (1 июня) 1815 года в селе Батурино Батуринской волости Шадринского уезда Пермской губернии, ныне село входит в Шадринский муниципальный округ Курганской области. Происходил из священнического рода, брат архимандрита Антонина (Капустина) (12 (24) августа 1817 года — 24 марта (5 апреля)  1894 года). Отец — Иван Леонтьевич Капустин (25 сентября (6 октября)  1793 года—22 марта (3 апреля)  1865 года), с 1805 года дьячок, с 1818 года священник Спасо-Преображенской церкви в с. Батуринском; мать — Мария Григорьевна, урожд. Варлакова (24 января (4 февраля)  1794 года-10 (22) апреля 1876 года).
С 1828 года учился в Пермской духовной семинарии, откуда в 1830 году перешёл в Тобольскую духовную семинарию, по окончании которой в 1836 году продолжил обучение в Московской духовной академии. После завершения курса академии в 1840 году, вторым по списку магистром он стал преподавать в Тобольской духовной семинарии. В марте 1842 года вернулся в Московскую академию; сначала был бакалавром философских наук, через два года перешёл на кафедру физико-математических наук — профессором математики и физики. Принимал участие в переводе творений святых отцов с греческого языка на русский. В академическом издании «Прибавления к творениям святых отец» в 1849 году было напечатано без подписи его стихотворение «Душе моя, душе моя»; в 1850 году, также без подписи, — беседу на день Сретения Господня, которая обратила внимание московского митрополита Филарета.
В 1850 году Платон Капустин покинул академию (его кафедру занял Николай Александрович Сергиевский) и был рукоположен митрополитом Филаретом во священника и назначен настоятелем Рождествобогородицкой церкви в Бутырках. Во время своей службы он в разное время состоял: благочинным, членом попечительства о бедных духовного звания, членом комитета по преобразованию духовно-учебной части, смотрителем дома Московского филаретовского епархиального женского училища, учителем математики и физики в этом училище, законоучителем 2-й Московской женской гимназии.
С 1873 года протоиерей Платон Капустин служил в церкви Никиты Мученика на Старой Басманной. Благочинный. Член Московского епархиального управления, Православного миссионерского общества (с 1870). Цензор Московского духовного цензурного комитета.
С 1884 года протоиерей Платон Капустин был настоятелем Архангельского собора.
С марта 1886 года до конца жизни был настоятелем Петропавловской церкви на Басманной, членом духовно-цензурного комитета.
В 1872 году за труды по устройству политехнической выставки и за изобретённый им уравнительный маятник и другие приборы имел почётный адрес второй категории от комитета выставки.
В 1876 году был награждён орденом Святого Владимира IV степени и причислен к потомственному дворянскому достоинству.
В 1881—1884 годах состоял гласным Московской городской думы. Также он был членом нескольких учёных обществ и учреждений.
В 1885 году передал Софье Андреевне Толстой (супруге писателя) отрицательный отзыв Святейшего Синода о сочинениях графа Льва Николаевича Толстого «Исповедь» и «Как я понял учение Христа».
Один из современников «свидетельствовал, что просвещенные священники вовсе не были самыми последними в деле духовного подвига и пастырского попечения. Достаточно напомнить тонких мыслителей, <…> крупнейших русских византологов и замечательных знатоков греческого, да и своего русского языка; этот же о. Антонин и его брат Платон Капустин — один из известнейших в своё время московских священников, [оба они] были хорошими астрономами, а о. Платон писал и статьи по высшей математике»: «Теория параллельных линий или одиннадцатая евклидова аксиома, доказанная по способу древних геометров» (М.: тип. А. Семена, 1862. — 18 с.); «Опыт об измерении сторон и углов прямолинейного треугольника, по трем данным из них и самого треугольника, при посредстве способа доказательства принятого в начальной геометрии» (М.: тип. В. Готье, 1875. — 49 с.); «Изъяснение устройства и употребления лунника, составленного Пл. Капустиным, непременным членом Императорского Общества любителей естествознания при Московском университете, протоиереем Никитской, в Басманной, церкви»: Из 28 протокола заседаний Отделения физ. наук; чит. 15 мая 1878 г (М.: Унив. тип., 1878. — 40 с.).
Протоиерей Платон Капустин умер 8 (20) декабря 1890 года в городе Москве. Похоронен у алтаря Троицкой церкви на Пятницком кладбище, ныне в Алексеевском районе Северо-Восточного административного округа города Москвы.

## Награды
- Орден Святого Владимира III степени, 7 (19) апреля 1884 года, за службу по епархиальному ведомству[6].
- Орден Святого Владимира IV степени, 3 (15) апреля 1876 года, за отлично-усердную службу по гражданскому ведомству
- Орден Святой Анны II степени с императорской короной, 20 апреля (2 мая)  1873 года
- Право ношения палицы, 10 (22) апреля 1881 года

## Семья
Родоначальником священнического рода Капусниных дьячок Михаил Михайлович Капустин (род. ок. 1690, г. Великий Устюг), служивший в с. Колчеданском Соликамской провинции. Его сын Трофим (ум. 28 апреля (9 мая)  1749 года) был священником в с. Тугулымском Тюменского уезда. Внук, Василий Трофимович (4 (15) марта 1732 года — 1802 или 1808 год) был священником в с. Водениковском Далматовского уезда, затем в с. Красномыльском и Батуринском Шадринского уезда. Правнук, Леонтий Васильевич (18 (29) июня 1761 года — 1826 или 1827 год) — протоиерей церкви в с. Батуринском Шадринского уезда, затем в г. Камышлове. Он дед Платона.
- Отец Иван Леонтьевич Капустин (25 сентября (6 октября)  1793 года—22 марта (3 апреля)  1865 года), с 1805 года дьячок, с 1818 года священник Спасо-Преображенской церкви в с. Батуринском.
- Мать Мария Григорьевна, урожд. Варлакова (24 января (4 февраля)  1794 года-10 (22) апреля 1876 года).
  - Брат Антонин (Андрей Иванович Капустин) (12 (24) августа 1817 года — 24 марта (5 апреля)  1894 года), архимандрит, начальник Русской духовной миссии на Святой Земле (1865—1894), магистр богословия.
  - Брат Александр (1823—1868 или 1869), священник в с. Батуринском Шадринского уезда
  - Сестра Антонина (1825—?), замужем за Григорием Васильевичем Зубковым, священником в Верх-Исетском заводе Екатеринбургского уезда
  - Брат Вениамин (1827—1841). Окончил Далматовское духовное училище, обучался в Пермской духовной семинарии
  - Брат Николай (1835—1865), священник в с. Батуринском Шадринского уезда
  - Брат Михаил (1837–17 (30) сентября 1904 года), титулярный советник (1871), магистр богословия (1876), преподаватель Пермской духовной семинарии.

Платон Капустин был женат на внучатой племяннице митрополита Московского Филарета, Марии Яковлевне Геликонской. Венчание состоялось в мае 1844 года. Их дети:
- Иван (ум. 24 марта (5 апреля)  1864 года)
- Иаков (1849 — после 1907) — цензор по иностранной литературе.
- Владимир
- Мария (1852—?) — врач.
- Алексей
- Николай (ум. в детстве)
- Евгения (ум. в детстве)